# TSV Schwieberdingen
Maillots
Le TSV Schwieberdingen est un club de football allemand basé à Schwieberdingen.

## Historique
- 1906 : fondation du club sous le nom de Turnverein Schwieberdingen
- 1945 : fermeture du club
- 1946 : refondation sous le nom de Sport- und Kulturverein Schwieberdingen
- 1947 : le club est renommé TSV Schwieberdingen